# Tetramorium jejunum
Tetramorium jejunum är en myrart som beskrevs av Arnold 1926. Tetramorium jejunum ingår i släktet Tetramorium och familjen myror. Inga underarter finns listade i Catalogue of Life.